# Raid (película de 2018)

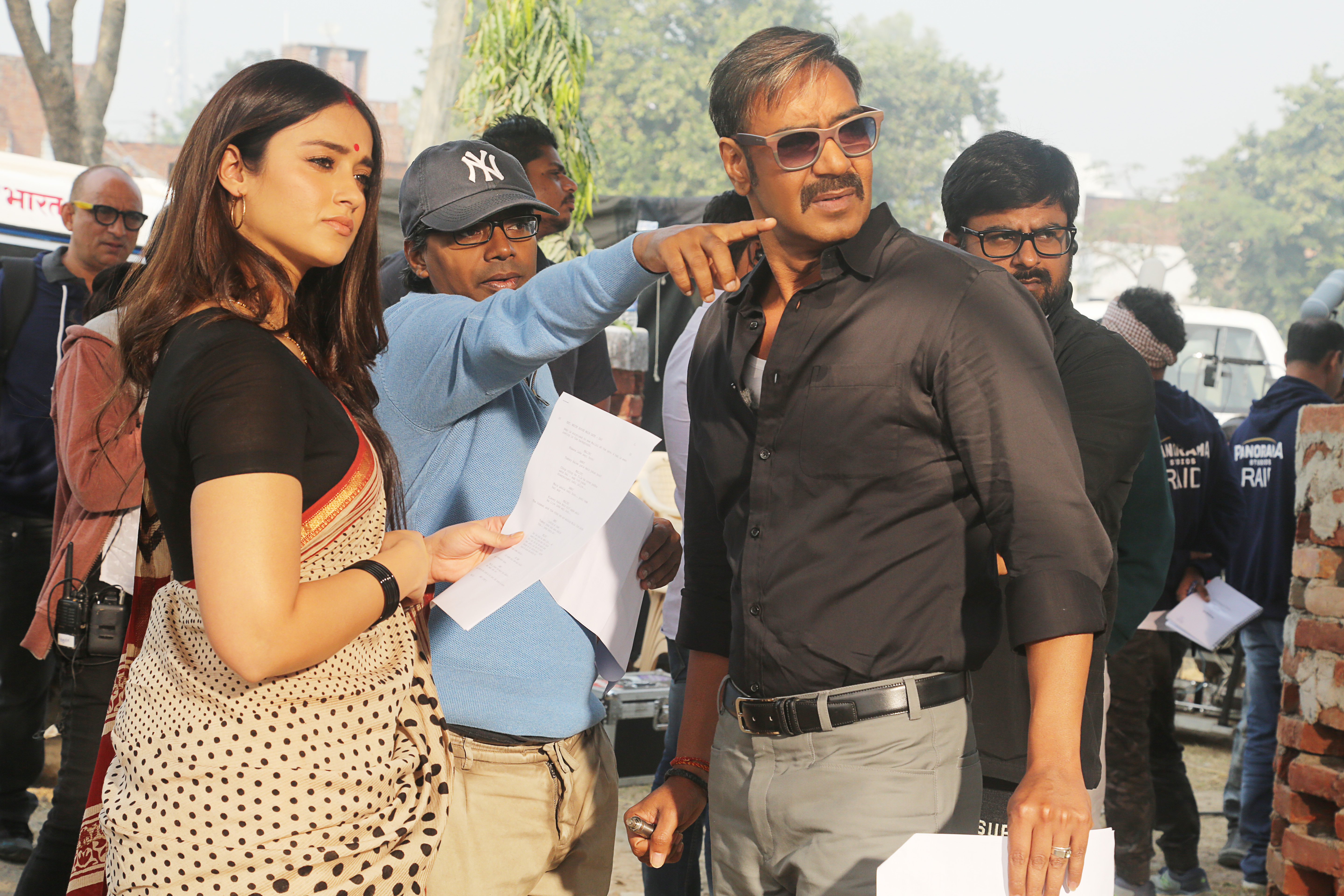
El director Raj Kumar Gupta en el set de Raid.

Raid (La Redada en español) es una película de 2018 thriller criminal de época escrita por Ritesh Shah y dirigido por Raj Kumar Gupta. Tiene como actores a Ajay Devgn, Ileana D'Cruz y Saurabh Shukla.
La película está inspirada en hechos reales, contando la historia de las redadas por impuestos llevadas a cabo por oficiales del Servicio de Renta Indio en la década de 1980. Su estreno mundial se realizó el 16 de marzo de 2018, obteniendo críticas positivas de los críticos.

## Sinopsis
La película se enfoca en Abhay Patnaik, oficial del IRS transferido a Lucknow como Subcomisionado del Impuesto sobre la Renta. Al comenzar el trabajo, recibe sugerencias anónimas sobre dinero negro acumulado por el Miembro de la Asamblea Legislativa Rameshwar Singh. La película sigue su intento de búsqueda para descubrir el escondite del oro y efectivo mientras mantiene a sus oficiales, a su familia y su propia seguridad.

## Reparto
- Ajay Devgn como Amey Patnaik.
- Ileana D'Cruz como Malini Patnaik.
- Saurabh Shukla como Rameshwar "Rajaji" Singh, alias "Tauji".
- Saanand Verma como Suraj Singh.
- Uday Vir Singh como "Shyam Bihari Lal": Director general de impuestos (Investigación).
- Gayathri Iyer como Mukta Yadav.
- Sheeba Chaddha como Prabha Devi.
- Sulagna Panigrahi como Tara.
- Devas Dixit como Shashi Singh.
- Pushpa Joshi como Amma Ji.
- Amit Bimrot como Satish Mishra.
- Amit Sial como Lallan Sudheer singh.
- Mukesh Singh Durgapur Naubasta
- Akshay Verma
- Ravi Khanvilakar como Rakesh Singh.
- Neelabh Pandey como el chofer de Ajay Devgn.

## Producción
La fotografía principal de Raid tuvo lugar en Lucknow y Raebareli, comenzado en septiembre de 2017.

## Banda sonora
La música de la película está compuesta por Amit Trivedi y Tanishk Bagchi, mientras la letra está escrita por Manoj Muntashir y Indraneel. La primera canción de la película, Sanu Ek Pal Chain, la cual está cantado por Rahat Fateh Ali Khan fue lanzada al mercado el 12 de febrero de 2018. La segunda pista de la película titulada Nit Khair Manga, la que también es cantada por Rahat Fateh Ali Khan, fue puesta al público el 20 de febrero de 2018. El álbum se lanzó a la venta el 1 de marzo de 2018 por T-Series.

| Track listing |                     |                      |          |  |
| N.º           | Título              | Cantante(s)          | Duración |  |
| 1.            | «Sanu Ek Pal Chain» | Rahat Fateh Ali Khan | 3:30     |  |
| 2.            | «Nit Khair Manga»   | Rahat Fateh Ali Khan | 3:48     |  |
| 3.            | «Black»             | Sukhwinder Singh     | 3:40     |  |
| 4.            | «Jhuk Na Paunga»    | Papon                | 4:24     |  |

## Ingresos
La película ganó 10.04 millones de rupias en su primer día de estreno y 23.90 millones de rupias en el segundo día.

### Recepción crítica
La película ha recibido críticas generalmente positivas de los críticos. En el sitio web sitio web Rotten Tomatoes, la película posee un índice de aprobación de 71% basado en 7 revisiones, con un promedio de 5.8/10.
El The Times of India le dio una calificación de 3.5 de 5. NDTV le dio 3.5 de 5 estrellas, señalando además que "la presencia melancólica de Devgn" hiciera que la película resultara fascinante. Sin embargo, The Indian Express le otorgó 1.5 de 5 estrellas, describiendo a la película como "impresionante y buena". En una revisión que le otorgó al filme 4 de 5 estrellas, Taran Adarsh, del Bollywood Hungama,escribió que la película es un thriller mordaz que "es inteligente, atractivo, apasionante y entretenido".